# Исполнительный комитет Московского городского Совета депутатов трудящихся
Исполнительный комитет Московского городского Совета депутатов трудящихся (Мосгорисполком) — исполнительный орган Моссовета.
Образован в 1918 году.
В 1970-90-х гг. являлся исполнительным и распорядительным органом Моссовета, избиравшимся на 1-й сессии Моссовета каждого созыва (выборы в Моссовет проводились 1 раз в 2 года на основании указов Президиума ВС РСФСР). Из состава депутатов формировались постоянные комиссии, ведавшие различными видами городского хозяйства и социальной сферы. 
С сентября 1991 года органом исполнительной власти в Москве стало Правительство Москвы (Мэрия).

## Структура Исполкома Моссовета
- Плановая комиссия Исполкома Моссовета (Мосгорплан)
- Московский строительный комитет при Мосгорисполкоме (Мосстройкомитет)
- Московский городской отдел (затем комитет) по народному образованию  (Мосгороно)
- Московский городской агропромышленный комитет (Мосгорагропром)
- Московский городской комитет по вопросам культуры
- Комитет по физкультуре и спорту (Мосгорспорткомитет)
- Главное финансовое управление (Главмосфинуправление)
- Главное управление снабжения материалами и оборудованием (Главснаб)
- Главное контрольно-ревизионное управление (ГлавКРУ)
- Главное управление здравоохранения (Мосгорздрав)
- Главное управление социального обеспечения (Мосгорсобес)
- Управление цен (Мосгорцен)
- Управление занятости населения, планирования, учёта использования трудовых ресурсов, переподготовки и повышения квалификации кадров (Мосгортрудресурсы)
- Отдел ЗАГС (МосгорЗАГС)
- Управление развития и эксплуатации инженерных систем, жилищного хозяйства, благоустройства и санитарной очистки города (Мосжилинж)
- Управление, учёта и контроля за распределением жилой площади и нежилых помещений (Мосжилучёт)

В состав Исполкома Моссовета также входили следующие организации:
- Главное управление внутренних дел (ГУВД)
- Управление по обслуживанию подведомственных организация (УППМ)
- Техническое управление
- Московский торговый дом
- Второе управление

## Структура аппарата Исполкома Моссовета
- Председатель Мосгорисполкома
- Управление делами (138 человек)
  - Секретариат председателя Мосгорисполкома (17 человек)
  - Юридический отдел (9 человек)
  - Отдел экспертизы социально-экономических решений (12 человек)
  - Общий отдел (75 человек)
  - Первый отдел (6 человек)
  - Отдел координации работ строительного комплекса города (15 человек)
- Оперативно-распорядительное управление (15 человек)
- Отдел экономики и внешнеэкономических связей (25 человек)
- Отдел развития пищевой промышленности, торговли и общественного питания города (25 человек)
- Отдел развития социальной сферы города и бытовых услуг населению (18 человек)
- Отдел развития промышленности, оптовой торговли и производства товаров народного потребления в городе (22 человека)
- Отдел по связям с Советами, средствами массовой информации, общественными и политическими организациями и населением города (18 человек)
- Управление развития и эксплуатации транспорта и связи (35 человек)
- Управление кадров (15 человек)

Аппарат Мосгорисполкома ликвидирован 16 сентября 1991 года.